# Бекметова, Фируза Равильевна
Фируза Равильевна Бекметова (род. 4 августа 1986, Навои, СССР) — российская профессиональная баскетболистка, играет на позиции центровой. Мастер спорта России.

## Биография

### Статистика выступлений за клубы Премьер-лиги (средний показатель)
по состоянию на 19.02.2017 года
| Клуб                       | Сезон     | Чемпионат | Чемпионат | Чемпионат | Чемпионат | Кубок России* | Кубок России* | Кубок России* | Кубок России* | Еврокубки | Еврокубки | Еврокубки | Еврокубки |
| Клуб                       | Сезон     | Игр       | Очк       | Подб      | Перед     | Игр           | Очк           | Подб          | Перед         | Игр       | Очк       | Подб      | Перед     |
| -------------------------- | --------- | --------- | --------- | --------- | --------- | ------------- | ------------- | ------------- | ------------- | --------- | --------- | --------- | --------- |
| Енисей (Красноярск)        | 2013/2014 | 24        | 6,8       | 3,6       | 0,5       | 3             | 8,7           | 5,7           | 1,3           |           |           |           |           |
| Динамо-ГУВД (Новосибирск)  | 2014/2015 | 24        | 11,4      | 6,8       | 1,2       | 3             | 10,7          | 7,3           | 1,3           |           |           |           |           |
| Вологда-Чеваката (Вологда) | 2015/2016 | 31        | 6,5       | 3,9       | 0,7       | 5             | 10,8          | 7,6           | 0,6           | 6         | 9,2       | 4,2       | 1         |
| Казаночка (Казань)         | 2016/2017 | 22        | 7,6       | 4,8       | 1,0       | 1             | 8,0           | 7,0           | 2,0           |           |           |           |           |

## Достижения
Чемпион Высшей лиги сезона 2009/2010
 Бронзовый призёр Суперлиги сезона 2010/2011
 Чемпион Суперлиги сезона 2011/2012
 Серебряный призёр Суперлиги сезона 2012/2013